# Repistye
Repistye (szlovákul: Repište) község Szlovákiában, a Besztercebányai kerületben, a Garamszentkereszti járásban.

## Fekvése
Selmecbányától 12 km-re, északra található.

## Története
Első írásos említése 1388-ból származik "Repistia" néven. Ekkor a saskői váruradalom része volt. 1534-ben 8 portával adózott. 1601-ben 35 háza állt, közülük 11 lakatlan. A 17. századtól a bányakamara települése. 1720-ban malma, kocsmája és 14 adózó családfője volt, közülük 7 kézműves. 1828-ban 44 házában 281 lakos élt, akik főként mezőgazdasággal és bányászattal foglalkoztak.
Vályi András szerint: "REPISTYE. Repisce. Tót falu Bars Vármegyében, földes Ura a’ Selymetzi Bány. Kamara, lakosai katolikusok, és másfélék, fekszik Szklenónak szomszédságában, mellynek filiája, határja hegyes, és sovány; de mivel szorgalmatosan míveltetik, meglehetős termékenységű, fája van mind a’ kétféle, réttye termékeny, legelője elég van, keresetre módgya a’ Bányavárosokban."
Fényes Elek szerint: "Repistye, tót falu, Bars vgyében, a Szklenói fördők mellett: 276 kath., 4 evang. lak. F. u. a kamara."
Bars vármegye monográfiája szerint: "Repistye, a selmeczbányai hegyek alatt fekvő tót kisközség, 470 róm. kath. vallású lakossal. Hajdan német telepítvény, melyről már 1424-ben Windischleuten néven van említés, azonban ugyanakkor találkozunk már Kepystie hangzású tót nevével is. A saskői uradalom tartozéka volt és annak sorsában osztozott, később azután a m. kir. erdőkincstár tulajdonába került. Temploma már a XVI. században fennállott, de 1846-ban teljesen újjá építették. A község postája Barsszklenó, távirója és vasúti állomása pedig Geletnek."
A trianoni békeszerződésig Bars vármegye Garamszentkereszti járásához tartozott. Lakói később Selmecbánya, Garamszentkereszt, Vihnye és Vágagyagos üzemeiben dolgoztak.

## Népessége
| Év:            | 1994. | 2004.   | 2014.   | 2024.   |
| -------------- | ----- | ------- | ------- | ------- |
| Emberek száma: | 325   | 304     | 299     | 277     |
| Eltérés:       |       | -6,46 % | -1,64 % | -7,35 % |

| Év:            | 2023. | 2024.   |
| -------------- | ----- | ------- |
| Emberek száma: | 270   | 277     |
| Eltérés:       |       | +2,59 % |

1910-ben 526, túlnyomórészt szlovák anyanyelvű lakosa volt.
2001-ben 312 lakosából 307 szlovák volt.
2011-ben 302 lakosából 298 szlovák volt.

## Nevezetességei
- Temploma 1861-ben épült neobarokk-klasszicista stílusban a korábbi, késő gótikus templom helyén.

## Külső hivatkozások
- Községinfó
- Repistye Szlovákia térképén
- E-obce.sk Archiválva 2008. február 19-i dátummal a Wayback Machine-ben